# Théophylacte (fils de Michel Ier)
Pour les articles homonymes, voir Théophylacte.
Théophylacte (en grec : Θεοφύλακτος, vers 793 - 15 janvier 849) est le fils aîné de l'empereur byzantin Michel Ier Rhangabé (811-813) et le petit-fils, par sa mère, de l'empereur Nicéphore Ier (802-811). Il est nommé coempereur quelques mois après la prise de pouvoir de son père mais, à la chute de celui-ci, il est tonsuré, castré et exilé sur l'île de Plati où il devient moine sous le nom d'Eustratius.

## Biographie
Théophylacte naît de l'union de Michel Rhangabé et de Procopia vers 793. S'il est le premier fils, l'hagiographie écrite par son frère, le patriarche de Constantinople Ignace de Constantinople ne précise pas s'il vient au monde avant ou après sa sœur Georgo. Il est nommé d'après son grand-père paternel, Théophylacte Rhangabé, comme le veut la tradition byzantine. Il est aussi le petit-fils, par sa mère, de l'empereur Nicéphore Ier arrivé au pouvoir en renversant Irène l'Athénienne en octobre 802.
En 811, la bataille de Pliska contre les Bulgares conduit à la mort de Nicéphore et à la grave blessure de son fils, Staurakios. Michel Ier profite de cette instabilité pour prendre le pouvoir le 2 octobre. Pour consolider son pouvoir, il distribue de nombreux cadeaux, fait couronner sa femme comme Augusta le 12 octobre puis Théophylacte comme coempereur le 25 décembre, alors qu'il a dans les environs de 18 ans. Cette pratique est courante dans l'Empire byzantin pour préparer le plus tôt possible la succession et éviter, tant que faire se peut, les soulèvements. 
Au début de son règne, Michel Ier envoie une ambassade à Charlemagne pour confirmer la paix avec l'Empire carolingien. Il propose, comme gage de cette paix, le mariage entre Théophylacte et une princesse franque, peut-être une fille de l'empereur carolingien. Si l'ambassade est bien reçue et entérine la Pax Nicéphori, reste vague sur tout projet d'union byzantino-franque. 
Jusqu'au 11 juillet 813, Théophylacte, quoi que régnant en droit sinon en fait aux côtés de son père, n'apparaît pas dans les sources. A cette date, Michel Ier vient d'être défait par les Bulgares à la bataille de Versinikia et Léon l'Arménien en profite pour prendre la tête d'une révolte militaire qui le renverse. Michel, aux côtés de ses fils, trouve refuge à l'église Notre-Dame du Phare, où ils sont tonsurés. Avant de devenir moines, tous sont aussi castrés pour les rendre inaptes à la fonction impériale et exilés sur l'île de Plati, l'une des îles des Princes au large de Constantinople, lieu traditionnel de relégation des prétendants ou empereurs déchus. Des chroniqueurs plus tardifs comme Jean Zonaras ou Jean Skylitzès mentionnent néanmoins un exil sur l'île de Proti. Léon V les gratifie d'une rente annuelle en échange de la confiscation de leurs biens. Selon Théophan Continué, Théophylacte adopte le nom monastique d'Eustratius et meurt cinq ans après son père, le 15 janvier 849 et est enterré à ses côtés sur l'île de Plati. Il rapporte aussi que son corps (ou celui de son père), sont ensuite transférés dans un monastère connu sous le nom de Tou Satyrou par son frère Ignace.